# Ключ 19
Ключ 19 (иер. 力) со значением «энергия, сила», девятнадцатый по порядку из 214 традиционного списка иероглифических ключей, используемых при написании иероглифов.

## Описание
Либу (кит. 力部, яп. Тикарахэн) — 19-й ключ Канси. Относится к группе двухчертных ключей (эрхуа). Основное значение «Сила». Ключ является графическим праобразом одного из знаков алфавита бопомофо (ㄌ — Лэ).

## История
Древняя идеограмма изображала руку с напрягшимися мускулами.
Иероглиф употребляется также в значениях: «способность, воздействие, энергия, насилие, принуждение, трудовая повинность, отработка» и др.
Иероглиф является сильным ключевым знаком и может быть расположен в любой части сложных иероглифов.
В словарях стоит под номером 19.

## Примеры
| Доп. | Примеры                                |
| ---- | -------------------------------------- |
| 0    | 力                                     |
| 1    | 劜                                     |
| 2    | 劝 办                                  |
| 3    | 功 加 务 劢                            |
| 4    | 劣 劤 劥 劦 劧 动 攰                   |
| 5    | 助 努 劫 劬 劭 劮 劯 劰 励 劲 劳 労    |
| 6    | 劵 劶 劷 劸 効 劺 劻 劼 劽 劾 势       |
| 7    | 勀 勁 勂 勃 勄 勅 勆 勇 勈 勉 勊 勋 巭 |
| 8    | 勌 勍 勎 勏 勐 勑                      |
| 9    | 勒 勓 勔 動 勖 勗 勘 務 勚             |
| 10   | 勛 勜 勝 勞                            |
| 11   | 募 勠 勡 勢 勣 勤 勥 勦 勧             |
| 12   | 勨 勩 勪 勫 勬 勭                      |
| 13   | 勮 勯 勰 勱 勲                         |
| 14   | 勳                                     |
| 15   | 勴 勵 勶                               |
| 17   | 勷                                     |
| 18   | 勸                                     |